# Индианска територия
Индианска територия или Индиански територии, Индианска страна е термин, който се прилага за дефиниране на земята заделена или закупена от Американското правителство за индианците западно от река Мисисипи. Концепцията за Индианска територия се появява в резултат на политиката на правителството за отстраняване на индианците от изконните им земи през 18 и 19 век. По-късно терминът започва да се прилага по-ограничено до част от земите западно от река Мисисипи, по-специално до териториите на днешните щати Канзас и Оклахома. Впоследствие Индианската територия е намалена до границите само на Оклахома. През 1907 г. Оклахома става щат в резултат на сливането на Територията Оклахома и Индианската територия като Индианската територия престава да съществува. През 20 век понятието „Индианска територия“ започва да се използва от историци, генеалози, и от обществеността за определяне на целия регион Оклахома преди да стане щат.

## Дефиниция на понятието
За да се разбере пълния смисъл на думата „Индианска територия“ трябва да се разбере процесът, през който даден регион се превръща в територия. Както е установено от законодателството на САЩ, като се започне с Наредбата за Северозапада през 1787 г., когато на специално определено част от неорганизирана федерална земя е достатъчно населен, неговите жители (граждани на Съединените щати), могат да отправят петиции до Конгреса за получаване на териториален статус. Конгресът впоследствие приема организационен акт, с харта за правата за жителите на територията, и създава правителство с изпълнителна и съдебна власт. Жителите избират законодателното звено. Федералното правителство има върховна власт над териториалните въпроси и назначава териториален представител в Конгреса. Конгресът никога не приема организационен акт за Индианската територия, въпреки че са били предложени няколко мерки, и един законопроект за тази цел. Районът никога не е имал официално правителство. Поради това географското положение, което обикновено се нарича „индианска територия“ не е територия.

## История
В края на 18 век заселниците започват да мигрират на запад от Апалачите. Около началото на 19 век те навлизат в източните части на Северозападната Територия, създадена през 1787 г., както и в частите на стария Югозапад или днешните Алабама, Мисисипи и западните части на Тенеси и Кентъки. Придвижвайки се на запад заселниците избутват пред себе си местните индиански племена.
Съединените щати придобиват Луизиана през 1803 г., но границите остават неопределени до Договора на Aдамс-Онис през 1819 г. В резултат на това след 1803 г. река Мисисипи вече не играе ролята на западна граница на САЩ. Въпреки това болшинството от американците считат земите западно от реката за пустиня, която е необитаема.
Президентът Томас Джеферсън и тези след него определят постоянната индианска граница по западния бряг на Мисисипи. Много хора са съгласни с това определение, виждайки възможност да се реши индианския проблем. Те вярвали, че отстраняването на индианците към тази област ще разреши конфликтите между тях и евроамериканците, които все повече се придвижват в западна посока. Белите ще живеят на изток от реката, а индианците на запад от нея. Концепцията на индианска зона се затвърдява по времето на президента Джон Куинси Адамс и по-късно разработена изцяло под ръководството на президента Андрю Джаксън. Цялата земя западно от Мисисипи е определена за „индианска страна“ през 1825 г. В крайна сметка Индианската страна или Индианската територия ще обхваща териториите на днешните щати Оклахома, Канзас, Небраска, и част от Айова.
В действителност процесът по отстраняване на индианците започва с договори скоро след 1800 г. Отделно, много племена просто бягат на запад, след като белите селища достигат до река Мисисипи. Постепенно заселниците преминават реката и заемат широка ивица земя, простираща се от север на юг по западния бряг. Скоро гъсто населен, Мисури става щат през 1821 г., а Арканзас – територия през 1819 г. През 1824 г. западната граница на територията Арканзас се премества на запад в днешна източна Оклахома.
През 1820-те и 1830-те десетки Североизточни, от Средния запад и Югоизточни племена биват отстранени чрез договори и по Закона от 1830 г. за отстраняване на индианците, който разрешава на президента да принуди всяко племе да се откаже от своите земи на изток от Мисисипи. Актове през 1834 г. за търговията допълнително определят „индианската страна“ като част от Съединените щати, а не като част от щатите Мисури, Луизиана, територията Арканзас или от някоя друга организирана територия. Белите са внимателно изключени от региона за повечето цели, а търговията между тях и индианци е регламентирана. За съдебни цели, северният регион (най-вече Канзас) е прикрепен към Мисури, а южната част (най-вече Оклахома) към територията Арканзас (след 1836 г. щата Арканзас). През 1835 г. Айзък Макойк използва думите „Индианска територия“ за първи път в печата.
Криките, чикасо, чокто и чероките са принудително изселени от земите им. Те се заселват в южните части на територията. По същия начин, много племена от Североизток и Северозападната територия като кикапу, маями, делауеър и шоуните са премахнати в северната част, днешния Канзас. По този начин до 1840 г. Индианската територия е била населена от местни групи, но няма статут на формална или организирана територия.
Скоро плодородната земя привлича вниманието на белите заселници и през 1854 г. със закон Конгресът официално организира части от северната индианска територия в официалните територии Канзас и Небраска, които по-късно стават щати (Канзас през 1861 г., а Небраска през 1867 г.) След края на Гражданската война, индианците са преместени по на юг в тази част от индианската територия, която е днес Оклахома. Прерийните племена като шайените, арапахо, команчите, кайова, и апачите са концентрирани в резервати в западната половина на територията.
В края на 19 век федералното правителство започва да поема по-голям контрол над индианската страна. През март 1889 г. със закон е създаден федерален съд, основана на мускогите. В мярката през 1889 г. за първи път са посочени границите на Индианската територията, сега официално намалена до зона ограничена от Тексас на юг, Арканзас и Мисури на изток, Kанзас на север, и територията Ню Мексико на запад.
Скоро тази област е намалена отново, когато е създадена територията Оклахома през 1890 г. Закона за организиране на територията Оклахома още по-тясно дефинира границите на Индианската територия. През 1907 г. Индианската територия в комбинация с територията Оклахома става щат Оклахома.